# Mitsuo Itō
Mitsuo Itō (伊藤光夫?, Itō Mitsuo; Iwata, 1º gennaio 1937 – 3 luglio 2019) è stato un pilota motociclistico giapponese.

## Carriera
La sua carriera nel motociclismo è stata sempre legata alla Suzuki, della cui squadra ufficiale faceva parte per concorrere nelle piccole cilindrate.
Ha fatto parte della prima squadra ufficiale che la Suzuki ha schierato nelle competizioni mondiali e la sua storia è anche legata in particolar modo al Tourist Trophy: vi prese parte la prima volta nel 1961 senza portare a termine le gare a cui era iscritto, l'anno successivo vi colse un quinto posto ma nel 1963 vi colse infine il primo e unico successo di un pilota giapponese nella competizione. In ricordo dei 50 anni della Suzuki al TT è stata anche emessa una moneta commemorativa che riporta su uno dei lati il pilota giapponese.
È stato presente nelle classifiche del motomondiale, sia nella classe 50 che nella 125 dalla stagione 1962 a quella del 1967 raggiungendo, quale miglior risultato, per tre volte il quinto posto nelle classifiche stagionali, tutte le volte in classe 50.
Ha inoltre vinto 2 gran premi, oltre al Tourist Trophy del 1963 si è imposto anche nel Gran Premio motociclistico del Giappone del 1967.
Itō, dopo il ritiro dalle competizioni è rimasto nell'ambiente della Suzuki diventandone anche direttore del reparto corse per un certo periodo e lavorando per essa fino al 2000.

## Risultati nel motomondiale

### Classe 50
| 1962 | Classe | Moto   |    |   |   |   |   |   |    |   |   |   |   |  |  | Punti | Pos. |
| ---- | ------ | ------ | -- | - | - | - | - | - | -- | - | - | - | - |  |  | ----- | ---- |
| 1962 | 50     | Suzuki | 11 | 6 | 5 | 5 | 9 | 3 | NE | 2 | 2 | - | 4 |  |  | 23    | 5º   |

| 1963 | Classe | Moto   |     |   |   |   |   |   |    |    |   |    |   |   |  | Punti | Pos. |
| ---- | ------ | ------ | --- | - | - | - | - | - | -- | -- | - | -- | - | - |  | ----- | ---- |
| 1963 | 50     | Suzuki | Rit | 5 | - | 1 | 5 | 5 | NE | NE | 2 | NE | - | 6 |  | 20    | 5º   |

| 1964 | Classe | Moto   |   |   |   |   |   |   |   |    |    |   |    |    |  | Punti | Pos. |
| ---- | ------ | ------ | - | - | - | - | - | - | - | -- | -- | - | -- | -- |  | ----- | ---- |
| 1964 | 50     | Suzuki | 3 | 3 | - | 5 | 3 | 4 | 3 | NE | NE | - | NE | NE |  | 19    | 5º   |

| 1965 | Classe | Moto   |   |   |   |   |     |   |   |    |    |    |    |    |   | Punti | Pos. |
| ---- | ------ | ------ | - | - | - | - | --- | - | - | -- | -- | -- | -- | -- | - | ----- | ---- |
| 1965 | 50     | Suzuki | - | 4 | 7 | 4 | Rit | 4 | 4 | NE | NE | NE | NE | NE | 3 | 16    | 5º   |

| 1966 | Classe | Moto   |   |   |    |   |    |    |    |    |    |     |   |   |  | Punti | Pos. |
| ---- | ------ | ------ | - | - | -- | - | -- | -- | -- | -- | -- | --- | - | - |  | ----- | ---- |
| 1966 | 50     | Suzuki | - | - | NE | - | NE | NE | NE | NE | NE | Rit | - | 4 |  | 3     | 6º   |

| 1967 | Classe | Moto   |   |   |   |   |   |   |    |    |    |    |    |    |   | Punti | Pos. |
| ---- | ------ | ------ | - | - | - | - | - | - | -- | -- | -- | -- | -- | -- | - | ----- | ---- |
| 1967 | 50     | Suzuki | - | - | - | - | - | - | NE | NE | NE | NE | NE | NE | 1 | 8     | 6º   |

| Legenda | 1º posto        | 2º posto            | 3º posto            | A punti      | Senza punti        | Grassetto – Pole position Corsivo – Giro più veloce |
| Legenda | Gara non valida | Non qual./Non part. | Ritirato/Non class. | Squalificato | '-' Dato non disp. | Grassetto – Pole position Corsivo – Giro più veloce |

### Classe 125
| 1961 | Classe | Moto   |   |   |   |     |    |   |   |   |   |   |   |  |  | Punti | Pos. |
| ---- | ------ | ------ | - | - | - | --- | -- | - | - | - | - | - | - |  |  | ----- | ---- |
| 1961 | 125    | Suzuki | - | - | - | Rit | 16 | - | - | - | - | - | - |  |  | 0     |      |

| 1962 | Classe | Moto   |   |   |  |   |   |   |   |   |   |   |   |  |  | Punti | Pos. |
| ---- | ------ | ------ | - | - |  | - | - | - | - | - | - | - | - |  |  | ----- | ---- |
| 1962 | 125    | Suzuki | - | - |  | 9 | - | - | - | - | - | - | 3 |  |  | 4     | 13º  |

| 1963 | Classe | Moto   |   |   |   |  |   |   |   |   |   |   |   |   |  | Punti | Pos. |
| ---- | ------ | ------ | - | - | - |  | - | - | - | - | - | - | - | - |  | ----- | ---- |
| 1963 | 125    | Suzuki | - | - | - |  | - | - | - | - | - | - | - | 6 |  | 1     | 20º  |

| 1964 | Classe | Moto   |   |   |   |   |   |    |   |   |   |   |   |   |  | Punti | Pos. |
| ---- | ------ | ------ | - | - | - | - | - | -- | - | - | - | - | - | - |  | ----- | ---- |
| 1964 | 125    | Suzuki | 2 | - | - | - | - | NE | - | - | - | - | - | - |  | 6     | 8º   |

| 1966 | Classe | Moto   |   |   |    |   |    |   |   |   |   |   |   |   |  | Punti | Pos. |
| ---- | ------ | ------ | - | - | -- | - | -- | - | - | - | - | - | - | - |  | ----- | ---- |
| 1966 | 125    | Suzuki | - | - | NE | - | NE | - | - | - | - | - | - | 3 |  | 4     | 9º   |

| Legenda | 1º posto        | 2º posto            | 3º posto            | A punti      | Senza punti        | Grassetto – Pole position Corsivo – Giro più veloce |
| Legenda | Gara non valida | Non qual./Non part. | Ritirato/Non class. | Squalificato | '-' Dato non disp. | Grassetto – Pole position Corsivo – Giro più veloce |

### Classe 250
| 1961 | Classe | Moto   |   |   |   |     |   |   |   |   |   |   |   |  |  | Punti | Pos. |
| ---- | ------ | ------ | - | - | - | --- | - | - | - | - | - | - | - |  |  | ----- | ---- |
| 1961 | 250    | Suzuki | - | - | - | Rit | - | - | - | - | - | - | - |  |  | 0     |      |

| Legenda | 1º posto        | 2º posto            | 3º posto            | A punti      | Senza punti        | Grassetto – Pole position Corsivo – Giro più veloce |
| Legenda | Gara non valida | Non qual./Non part. | Ritirato/Non class. | Squalificato | '-' Dato non disp. | Grassetto – Pole position Corsivo – Giro più veloce |